# Mur i wieża
Mur i wieża (deutsch Mauer und Turm) ist ein israelisch-niederländisch-polnischer Kurzfilm von Yael Bartana aus dem Jahr 2009. In Deutschland feierte der Film am 30. April 2010 bei den Internationalen Kurzfilmtagen in Oberhausen Weltpremiere. Der Film im Format HD video hat eine Auflage von 5 Exemplaren, von denen eines durch die Münchner Pinakothek der Moderne angekauft wurde.

## Handlung
Juden folgen dem Aufruf aus dem Film Mary Koszmary und wollen das jüdische Leben in Polen wiederbeleben, indem sie ein Kibbuz am Platz des ehemaligen Warschauer Ghettos errichten. Der Filmtitel spielt darauf an, dass ein Bauwerk im Stil der Turm-und-Palisaden-Siedlungen der 1930er Jahre errichtet wird. Im Film werden Propagandafilme untersucht und die zionistische Bewegung beleuchtet.

## Kritiken
„Ein überraschender Ansatz, der die Strategien und den Stil von Propagandafilmen satirisch bloßlegt, eine fesselnde, Erwartungen auf den Kopf stellende und den Geist öffnende Erfahrung für die Zuschauer und eine Meisterklasse in Kulturwissenschaft. Für seine heterodoxe Perspektive auf ein hoch brisantes politisches Thema und das kritische, doch potenziell versöhnliche Aufzeigen von dessen extremer Komplexität geht der zweite Hauptpreis an ‚Mur i wieża‘ von Yael Bartana.“

„Eine Gruppe von Juden folgt dem Aufruf, mit dem Bau eines Kibbuz am Ort des Warschauer Ghettos wieder jüdisches Leben in Polen zu etablieren. In der Form einer provokativen Satire, die auch alte Propaganda-Filme parodiert, zeigt der Film das Entstehen einer politischen Skulptur gegen Antisemitismus, Nationalismus und das Vergessen.“

## Auszeichnungen
Internationale Kurzfilmtage Oberhausen 2010
- Hauptpreis
- Preis der Ökumenischen Jury